# ロバート・ゴードン・ワッソン
ロバート・ゴードン・ワッソン（Robert Gordon Wasson、1898年9月22日 - 1986年12月23日）は、アメリカ合衆国の作家、アマチュアの民族菌類学者、J.P.モルガン・アンド・カンパニー 広報部門の副頭取であった。独立的な研究の過程で、ワッソンは民族植物学、植物学、人類学の分野に貢献した。一部の著作は自費出版であり、再版されていない。

## 銀行家
ワッソンの銀行家として経歴は、1928年のギャラントゥリー・トラスト・カンパニーからはじまり、1934年にJ.P.モルガン・アンド・カンパニーに移籍し、1943年に副頭取となった。また同年、ホール・カービン事件についての著作を出版し、戦中の不当利益行為の一例とされていたこの事件についての罪悪感から、ジョン・ピアポント・モルガンの潔白を晴らすことを試みた。
早くも1937年にワッソンは、この事件におけるモルガンの役割について歴史家のアラン・ネヴィンズとチャールズ・マクリーン・アンドリュースに影響を与えようとし、さらにはネヴィンズの報告書を用いた。自らの著書の出典として用いたのである。
研究者のジャン・アーヴィンは、J.P.モルガン・アンド・カンパニーの広報担当としてのワッソンの仕事と、J・P・モルガンに関する書籍の著者であることとの間で、利益相反があると指摘した。しかしホール・カービン事件に対するモルガンの責任の問題は議論のままである。

## 民族菌類学
ワッソンは民族菌類学における研究は、1927年のキャッツキル山地への新婚旅行中にはじまり、その際に、花嫁のヴァレンティーナ・パヴロヴナ・ワッソン（1901年–1958年、小児科医）が天然の食用キノコを発見したのである。キノコに対するロシアとアメリカ合衆国での文化的な著しい相違に魅了されたこの夫婦は実地調査を開始し、1957年には『キノコ―ロシアの歴史』（未訳、Mushrooms, Russia and History）の出版に至った。調査の過程で、メキシコへと、先住民によるキノコの宗教的な使用の調査のための探検に乗り出し、マサテコ族の儀式に西洋人として初めて参加したと主張している。
クランデラ（治療のシャーマン）のマリア・サビーナはワッソンが儀式に参加することを許可し、キノコの使用法と効果について教えたのであった。サビーナはワッソンが写真を撮ることを私用のために許可したが、ワッソンは彼女の名前とその地域まで公表してしまった。
ワッソンの1956年の遠征の出資者は、CIAによるMKウルトラ副計画58であり、文書によって公開されており、それは情報自由法のもとジョン・マークスが入手した文書である。文書には、ワッソンは計画に「気づいていない」と記されている。ゲシュチクター医療研究基金（Geschickter Fund for Medical Research）の偽装名で出資されていた。
1957年5月には 『ライフ』誌にて「魔法のきのこを求めて」という記事が掲載され、向精神性キノコの存在についての知識を、幅広い読者に初めて提示した。トム・ロビンズは、この記事が彼を含むアメリカ人を「ターン・オン」（意識を変容させるというティモシ・リアリーの標語）させた影響について語っている。この記事は、ビートニクやヒッピーの間でマサテカの儀式の実践への大きな関心を呼び起こし、マサテカの共同体、特にマリア・サビーナに悲惨な結果をもたらした。共同体にはキノコが誘導する幻覚体験を求める西洋人が殺到し、メキシコの警察は外国人に薬物を売ったとみなしサビーナに目を向けた。マサテカ共同体の社会的な力動は完全に変化し、マサテカの習わしを終わらせるよう脅かした。共同体はサビーナを非難して村八分にし、彼女の家は燃やされた。サビーナはワッソンに教えたことを悔やんだが、ワッソンのただひとつの目的は人類知への貢献であった。
ワッソンは植物学者のロジェ・エイムと共に、モエギタケ科(Strophariaceae)とシビレタケ属(Psilocybe)の様々な種を収集し、また同定し、そうして収集されエイムによって人工栽培されたキノコを用いて、アルバート・ホフマンは有効成分を分離してシロシビンとシロシンと名付け、そして化学構造を研究し、似たような化合物を合成する研究を行った。またワッソンとホフマンはマサテカの幻覚剤であるサルビア・ディビノラムを採取した初の西洋人であるが、後に厳密な科学研究や分類学には適していないとみなされた。キノコの2つの種、Psilocybe wassonii (R.エイム) と Psilocybe wassoniorum (グスマンとS.H.ポロック) は、ワッソンに敬意を表して命名された。
ワッソンのさらなる貢献は古代ヴェーダ期のソーマに関する研究で、ベニテングタケ (Amanita muscaria)が用いられたと考えた。この仮説は1967年に『聖なるキノコソーマ』として出版された。さらに古代ギリシャのエレウシスの秘儀に注目し、1978年に『エレウシスへの道』（未訳、The Road to Eleusis）がアルバート・ホフマンとカール・A・P・ラックとの共著で出版されており、そこで用いられたキュケオンには、麦角菌に由来する向精神性のエルゴリンアルカロイドが含まれていたのではとされた。
ワッソンの最後の著書『驚くべきキノコ』（未訳、The Wondrous Mushroom）は、2014年にシティライツ出版により再版された。

## 著書
- Forte, Robert. Entheogens and the Future of Religion. San Francisco: Council on Spiritual Practices, 1997.
- Furst, Peter T. Flesh of the Gods: The Ritual Use of Hallucinogens. 1972.
- Riedlinger, Thomas J. The Sacred Mushroom Seeker: Essays for R. Gordon Wasson. Portland: Dioscorides Press, 1990.
- Wasson, R. Gordon, Stella Kramrisch, Jonathan Ott, and Carl A. P. Ruck. Persephone's Quest: Entheogens and the Origins of Religion. New Haven: Yale University Press, 1986.
- Wasson, R. Gordon. The Last Meal of the Buddha. Journal of the American Oriental Society, Vol. 102, No. 4. (Oct. – Dec., 1982). p 591-603.
- Wasson, R. Gordon. The Wondrous Mushroom: Mycolatry in Mesoamerica. New York: McGraw-Hill, 1980. (Reprint by City Lights, 2012.)
- Wasson, R. Gordon, et al. The Road to Eleusis: Unveiling the Secret of the Mysteries. New York: Harcourt, 1978.
- Wasson, R. Gordon.  Maria Sabina and Her Mazatec Mushroom Velada. New York: Harcourt, 1976.
- Wasson, R. Gordon. A Review of Carlos Castaneda's "Tales of Power."   Economic Botany. vol. 28(3):245–246, 1974.
- Wasson, R. Gordon. A Review of Carlos Castaneda's "Journey to Ixtlan: The Lessons of Don Juan." Economic Botany. vol. 27(1):151–152, 1973.
- Wasson, R. Gordon. A Review of Carlos Castaneda's "A Separate Reality: Further Conversations with Don Juan." Economic Botany. vol. 26(1):98–99. 1972.
- Wasson, R. Gordon. A Review of Carlos Castaneda's "The Teachings of Don Juan: A Yaqui Way of Knowledge." Economic Botany. vol. 23(2):197. 1969.
- Wasson, R. Gordon. Soma: Divine Mushroom of Immortality. 1968.
  - 日本語訳『聖なるキノコソーマ』せりか書房、1988年。
- Wasson, Valentina Pavlovna,  and R. Gordon Wasson. Mushrooms, Russia and History. 1957.
- Wasson, R. Gordon. Seeking the Magic Mushroom Life magazine, May 13, 1957